# Världsmästerskapet i bandy för damer 2004

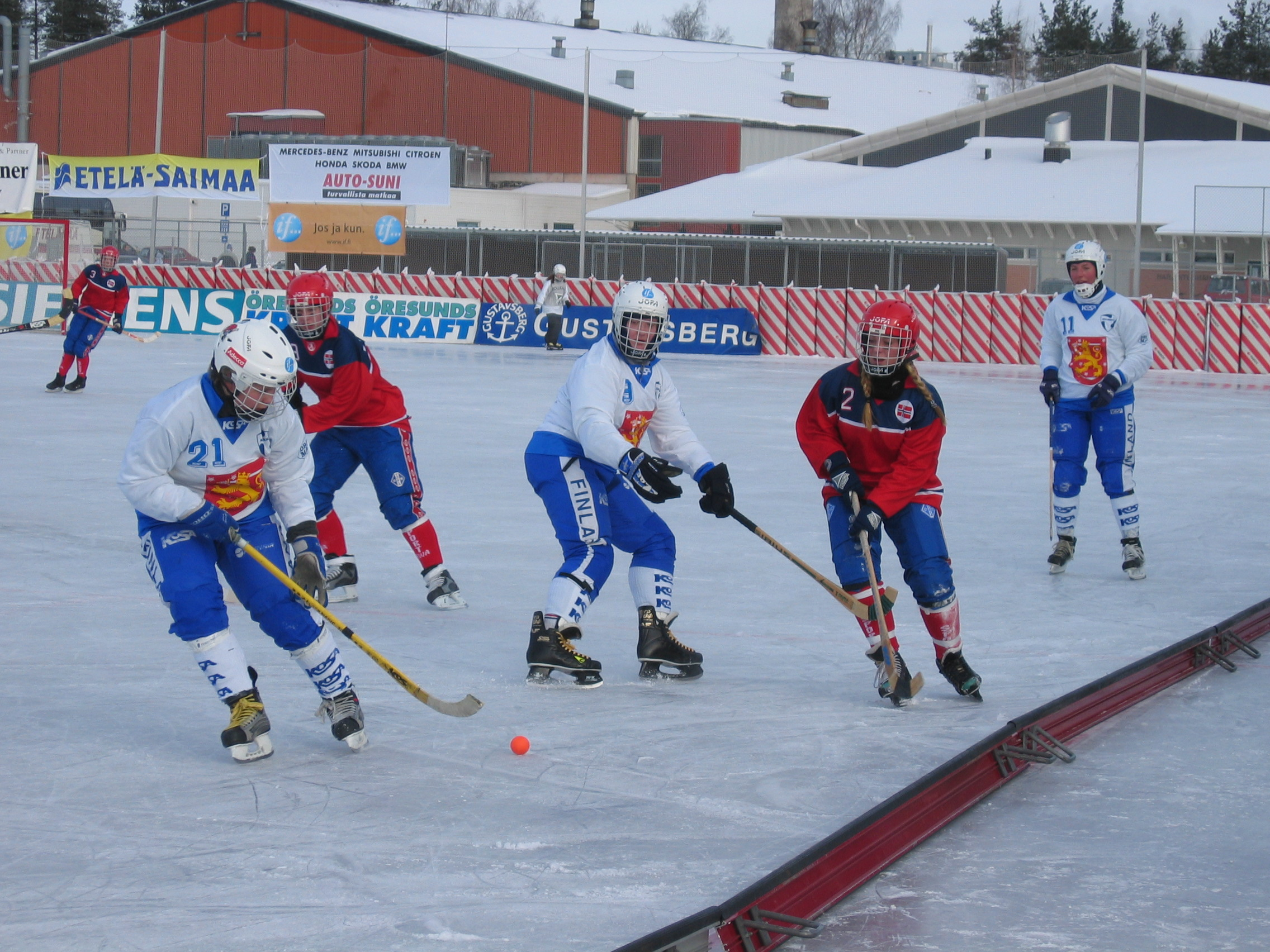
Finland utklassar Norge med 12-1 i grundserien.

Världsmästerskapet i bandy för damer 2004 var det första världsmästerskapet i bandy för damer och spelades i Villmanstrand i Finland 18-22 februari 2004. Sverige vann turneringen före Ryssland och Finland. Sverige vann alla matcherna, gjorde 28 mål och släppte som enda lag inte in ett enda mål. Alla matcherna spelades 2x30 minuter, utom finalmatchen som spelades 2x45 minuter. I finalen vann Sverige över Ryssland med 7-0.

## Resultat

### Grundserien
| Land     | S | V | O | F | GM | IM | +/- | P |
| -------- | - | - | - | - | -- | -- | --- | - |
| Sverige  | 4 | 4 | 0 | 0 | 28 | 0  | +28 | 8 |
| Ryssland | 4 | 3 | 0 | 1 | 22 | 13 | +9  | 6 |
| Finland  | 4 | 2 | 0 | 2 | 24 | 12 | +12 | 4 |
| Norge    | 4 | 1 | 0 | 3 | 6  | 27 | -21 | 2 |
| USA      | 4 | 0 | 0 | 4 | 3  | 31 | -28 | 0 |

- 18 februari 2004: Sverige-Ryssland 9-0 Villmanstrand, Finland
- 18 februari 2004: Finland-USA 9-1 Villmanstrand, Finland
- 19 februari 2004: Sverige-USA 8-0 Villmanstrand, Finland
- 19 februari 2004: Finland-Sverige 0-6 Villmanstrand, Finland
- 19 februari 2004: Finland-Norge 12-1 Villmanstrand, Finland
- 19 februari 2004: Ryssland-Norge 9-0 Villmanstrand, Finland
- 20 februari 2004: Ryssland-USA 9-1 Villmanstrand, Finland
- 20 februari 2004: Finland-Ryssland 3-4 Villmanstrand, Finland
- 20 februari 2004: Norge-USA 5-1 Villmanstrand, Finland
- 20 februari 2004: Sverige-Norge 5-0 Villmanstrand, Finland

### Slutspel

#### Semifinaler
- 21 februari 2004: Finland-Ryssland 5-6 Villmanstrand, Finland
- 21 februari 2004: Sverige-Norge 17-0 Villmanstrand, Finland

#### Bronsmatch
- 22 februari 2004: Finland-Norge 8-1 Villmanstrand, Finland

#### Final
- 22 februari 2004: Sverige-Ryssland 7-0 Villmanstrand, Finland

### Fotnoter
1. ↑  ”Sveriges bandydamer tog historiens första VM-guld”. Dagens nyheter. 23 februari 2004. http://www.dn.se/arkiv/sport/sveriges-bandydamer-tog-historiens-forsta-vm-guld/. Läst 4 februari 2017.